# Hesperantha baurii
Hesperantha baurii är en irisväxtart som beskrevs av John Gilbert Baker. Hesperantha baurii ingår i släktet Hesperantha och familjen irisväxter.

## Underarter
Arten delas in i följande underarter:
- H. b. baurii
- H. b. formosa